# Даунинг, Джордж, 1-й баронет
Джордж Даунинг, 1-й баронет (англ. George Downing, 1st Baronet; ок. 1623, Дублин — 1684) — английский политический деятель и дипломат, работавший во время протектората Кромвеля и в правление короля Карла II.

## Биография
Был сыном адвоката Эммануэля Даунинга и его второй жены Люси Уинтроп, младшей сестры Джона Уинтропа, который в 1629 году стал первым губернатором Колонии Массачусетс. Получил образование в Мейдстоне, где учился в школе до 1636 года. В 1638 году вместе со своей семьёй отправился в Массачусетс, где в 1640 году поступил в Гарвард-колледж, который окончил в 1642 году.
По окончании колледжа Даунинг работал в нём преподавателем в течение трёх лет, а в 1645 году отправился в Вест-Индию в качестве капеллана на корабле. Из Вест-Индии он вернулся в Англию, где поступил на службу в Армию нового образца в качестве капеллана в драгунский полк под командованием Джона Оки. В последующие годы Даунинг был губернатором Ньюкасла, а также участвовал в битве при Данбаре (1650) и битве при Вустере (1651), в которых республиканская армия Кромвеля одержала победы над шотландцами, которыми командовал Карл II.
В период протектората Кромвеля Даунинг дважды в 1654 и 1656 годах избирался в парламент. В декабре 1657 года он был назначен послом от Англии в Нидерландах, где он руководил розыском бежавших за границу роялистов. После реставрации Стюартов в мае 1660 года он был прощён королём Карлом II и посвящён в рыцари. В том же году он был назначен кассиром казначейства и вновь назначен послом в Нидерландах.
В качестве посла в Нидерландах Даунинг руководил арестом и возвращением в Англию бежавших за границу «цареубийц» короля Карла I. Его действия вызывали осуждение и обвинения в предательстве у республиканцев, но в 1663 году король пожаловал ему титул баронета. 
После начала Второй англо-голландской войны он был выслан из Голландии, поскольку обвинялся в организации шпионажа. После возвращения на родину он продолжил работу в парламенте и в управлении казначейством, проведя финансовые реформы и предлагая законопроекты против контрабанды товаров.
В 1671 году Даунинг был назначен послом в Нидерланды, но вскоре вернулся из-за возмущения жителей, которые считали его возвращение предлогом к новой войне. После возвращения он был отправлен в Тауэр, но через несколько недель он был освобождён. После освобождения он продолжил свою политическую деятельность в парламенте, работая в ряде комитетов.
Скончался в 1684 году в возрасте около 61 года, его наследником стал старший сын Джордж Даунинг, ставший 2-м баронетом.

## Семья
Был женат на Фрэнсис Ховард, в браке с которой у него было 7 детей (3 сына и 4 дочери).

## Память
В его честь была названа улица в Вестминстере — Даунинг-стрит.